# Kei Koizumi
Pour les articles homonymes, voir Koizumi (homonymie).
Kei Koizumi (小泉 慶, Koizumi Kei), né le 19 avril 1995 à Adachi au Japon, est un footballeur japonais. Il évolue au poste de Milieu défensif ou d'Arrière droit au Football Club Tokyo.

## Biographie
Le 24 juillet 2019, Kei Koizumi rejoint le Kashima Antlers.